# Division Nationale 2021-2022
La Division Nationale 2021-2022, nota anche come BGL Ligue 2021-2022 per motivi di sponsorizzazione, è stata la 108ª edizione della massima serie del campionato lussemburghese di calcio, iniziata il 7 agosto 2021 e terminata il 22 maggio 2022. Il Fola Esch era la squadra campione in carica. Il F91 Dudelange si è laureato campione per la sedicesima volta nella sua storia.

## Stagione

### Novità
Nessuna squadra è retrocessa nella stagione precedente per il blocco delle retrocessioni dovuto al ripresentarsi dell'emergenza sanitaria causata dalla pandemia di COVID-19, che non ha permesso lo svolgimento della Promotion d'Honneur; pertanto le squadre partecipanti alla competizione sono le stesse della stagione precedente.

### Formula
Le sedici squadre partecipanti si affrontano in un girone all'italiana con partite di andata e ritorno per un totale di 30 giornate. Al termine del campionato la prima classificata è designata campione del Lussemburgo e ammessa al primo turno di qualificazione della UEFA Champions League 2022-2023. Le squadra seconda e terza classificate vengono ammesse al primo turno di qualificazione della UEFA Europa Conference League 2022-2023 assieme alla vincitrice della coppa nazionale, ammessa al secondo turno. Le ultime due classificate vengono retrocesse direttamente in Promotion d'Honneur, mentre la tredicesima e la quattordicesima classificata affrontano, rispettivamente, la quarta e la terza classificate in Promotion d'Honneur in uno spareggio promozione/retrocessione.

## Squadre partecipanti
| Club               | Città             | Stadio                                     | Stagione precedente             |
| ------------------ | ----------------- | ------------------------------------------ | ------------------------------- |
| Differdange 03     | Differdange       | Stade Municipal de la Ville de Differdange | 6º posto in Division Nationale  |
| F91 Dudelange      | Dudelange         | Stade Jos Nosbaum                          | 2º posto in Division Nationale  |
| Etzella Ettelbruck | Ettelbruck        | Stade Am Deich                             | 15º posto in Division Nationale |
| Fola Esch          | Esch-sur-Alzette  | Stadio Émile Mayrisch                      | 1º posto in Division Nationale  |
| Hostert            | Niederanven       | Stade Jos Becker                           | 9º posto in Division Nationale  |
| Jeunesse Esch      | Esch-sur-Alzette  | Stade Op der Grenz                         | 8º posto in Division Nationale  |
| Mondorf            | Mondorf-les-Bains | Stade John Grün                            | 11º posto in Division Nationale |
| Progrès Niedercorn | Niedercorn        | Stade Jos Haupert                          | 5º posto in Division Nationale  |
| RU Luxembourg      | Lussemburgo       | Stade Achille Hammerel                     | 4º posto in Division Nationale  |
| R.M. Hamm Benfica  | Lussemburgo       | Terrain de Football Cents                  | 14º posto in Division Nationale |
| Rodange 91         | Rodange           | Stade Municipal de Pétange                 | 12º posto in Division Nationale |
| Swift Hesperange   | Hesperange        | Stade Alphonse Theis                       | 3º posto in Division Nationale  |
| UNA Strassen       | Strassen          | Complexe Sportif Jean Wirtz                | 10º posto in Division Nationale |
| UT Pétange         | Pétange           | Stade Municipal                            | 16º posto in Division Nationale |
| Victoria Rosport   | Rosport           | VictoriArena                               | 13º posto in Division Nationale |
| Wiltz 71           | Wiltz             | Stade Am Pëtz                              | 7º posto in Division Nationale  |

## Classifica finale
|       | Pos. | Squadra            | Pt | G  | V  | N | P  | GF | GS  | DR  |
| ----- | ---- | ------------------ | -- | -- | -- | - | -- | -- | --- | --- |
|       | 1.   | F91 Dudelange      | 67 | 30 | 21 | 4 | 5  | 78 | 27  | +51 |
|       | 2.   | Differdange 03     | 62 | 30 | 19 | 5 | 6  | 58 | 28  | +30 |
|       | 3.   | Fola Esch          | 62 | 30 | 18 | 8 | 4  | 64 | 37  | +27 |
|       | 4.   | Swift Hesperange   | 60 | 30 | 18 | 6 | 6  | 61 | 26  | +35 |
|       | 5.   | Progrès Niedercorn | 55 | 30 | 16 | 7 | 7  | 68 | 37  | +31 |
|       | 6.   | UNA Strassen       | 51 | 30 | 14 | 9 | 7  | 53 | 36  | +17 |
| [ 2 ] | 7.   | RU Luxembourg      | 49 | 30 | 15 | 4 | 11 | 56 | 48  | +8  |
|       | 8.   | Jeunesse Esch      | 47 | 30 | 14 | 5 | 11 | 44 | 30  | +14 |
|       | 9.   | Mondorf            | 37 | 30 | 10 | 7 | 13 | 38 | 44  | -6  |
|       | 10.  | Etzella Ettelbruck | 37 | 30 | 12 | 1 | 17 | 45 | 66  | -21 |
|       | 11.  | UT Pétange         | 35 | 30 | 10 | 5 | 15 | 40 | 41  | -1  |
|       | 12.  | Victoria Rosport   | 33 | 30 | 8  | 9 | 13 | 45 | 59  | -14 |
|       | 13.  | Wiltz 71           | 31 | 30 | 9  | 4 | 17 | 42 | 53  | -11 |
|       | 14.  | Hostert            | 30 | 30 | 8  | 6 | 16 | 42 | 63  | -21 |
|       | 15.  | Rodange 91         | 19 | 30 | 6  | 1 | 23 | 23 | 70  | -47 |
|       | 16.  | R.M. Hamm Benfica  | 4  | 30 | 1  | 1 | 28 | 13 | 105 | -92 |

Legenda
      Campione del Lussemburgo e ammessa alla UEFA Champions League 2022-2023.
      Ammessa alla UEFA Europa Conference League 2022-2023.
 Ammessa ai play-off promozione/retrocessione.
      Retrocessa in Éirepromotioun 2022-2023.
Note:
Tre punti a vittoria, uno a pareggio, zero a sconfitta.

## Risultati
|                    | Dif  | Etz  | Dud  | Fol  | Hos  | JeE  | Mon  | PrN  | RMH  | Rod  | RUL  | Swi  | UNA  | UTP  | Vic  | Wil  |
| ------------------ | ---- | ---- | ---- | ---- | ---- | ---- | ---- | ---- | ---- | ---- | ---- | ---- | ---- | ---- | ---- | ---- |
| Differdange 03     | –––– | 4-0  | 3-2  | 1-1  | 1-4  | 1-0  | 1-0  | 2-0  | 3-0  | 3-0  | 4-0  | 0-0  | 2-1  | 4-0  | 4-0  | 3-1  |
| Etzella Ettelbruck | 0-2  | –––– | 0-4  | 2-3  | 1-0  | 2-1  | 2-1  | 1-1  | 4-0  | 3-0  | 1-2  | 0-2  | 2-3  | 0-1  | 1-3  | 3-1  |
| F91 Dudelange      | 1-0  | 6-1  | –––– | 2-3  | 2-2  | 1-0  | 2-1  | 1-2  | 7-0  | 5-1  | 1-1  | 1-0  | 1-1  | 3-1  | 4-1  | 3-0  |
| Fola Esch          | 2-4  | 2-0  | 0-3  | –––– | 2-0  | 1-0  | 1-1  | 2-0  | 2-1  | 8-0  | 2-0  | 2-1  | 0-0  | 3-0  | 4-4  | 2-1  |
| Hostert            | 0-0  | 3-2  | 1-3  | 2-3  | –––– | 0-3  | 1-1  | 0-4  | 1-0  | 3-1  | 1-4  | 1-3  | 1-1  | 0-1  | 1-3  | 1-3  |
| Jeunesse Esch      | 0-0  | 5-1  | 0-3  | 3-3  | 4-3  | –––– | 1-0  | 0-1  | 5-0  | 1-0  | 0-2  | 1-0  | 1-2  | 1-0  | 2-0  | 1-0  |
| Mondorf            | 3-3  | 2-1  | 0-1  | 2-0  | 0-3  | 1-5  | –––– | 2-1  | 3-2  | 0-1  | 2-3  | 1-2  | 1-1  | 2-1  | 3-1  | 2-0  |
| Progrés Niedercorn | 3-0  | 6-0  | 2-2  | 4-1  | 3-1  | 2-1  | 3-1  | –––– | 5-1  | 1-2  | 0-2  | 2-2  | 0-2  | 3-2  | 3-3  | 2-1  |
| R.M. Hamm Benfica  | 0-1  | 1-3  | 0-4  | 0-7  | 0-6  | 1-3  | 0-1  | 1-9  | –––– | 1-2  | 2-4  | 0-4  | 0-4  | 0-3  | 1-0  | 0-6  |
| Rodange 91         | 1-4  | 0-2  | 0-2  | 1-2  | 2-3  | 1-4  | 1-1  | 0-1  | 1-0  | –––– | 0-1  | 2-3  | 1-0  | 0-4  | 0-2  | 2-0  |
| RU Luxembourg      | 3-1  | 1-2  | 3-4  | 0-1  | 7-0  | 0-0  | 2-1  | 3-3  | 1-0  | 2-1  | –––– | 0-3  | 6-1  | 0-0  | 2-1  | 1-3  |
| Swift Hesperange   | 3-0  | 5-2  | 1-0  | 1-1  | 0-2  | 1-1  | 2-1  | 1-1  | 7-0  | 2-0  | 2-0  | –––– | 0-1  | 0-2  | 1-1  | 3-2  |
| UNA Strassen       | 0-1  | 2-3  | 3-1  | 2-2  | 4-0  | 0-0  | 0-1  | 2-1  | 4-0  | 4-1  | 3-0  | 0-2  | –––– | 2-2  | 2-2  | 3-2  |
| UT Pétange         | 1-2  | 4-1  | 0-1  | 0-1  | 3-0  | 0-1  | 1-1  | 0-0  | 3-1  | 3-0  | 4-2  | 0-3  | 1-2  | –––– | 0-3  | 0-1  |
| Victoria Rosport   | 0-3  | 0-3  | 0-5  | 1-2  | 2-2  | 2-0  | 1-1  | 0-2  | 1-1  | 3-2  | 3-1  | 0-4  | 1-2  | 1-1  | –––– | 5-1  |
| Wiltz 71           | 2-1  | 1-2  | 0-3  | 1-1  | 0-0  | 2-0  | 1-2  | 1-3  | 1-0  | 2-0  | 2-3  | 2-3  | 1-1  | 3-2  | 1-1  | –––– |

## Spareggio promozione-retrocessione
| Mamer 32             | 2 - 2 (2-4 dtr) | Hostert  | Lussemburgo, 26 maggio 2022 |  |  |  |  |
| Jeunesse Junglinster | 1 - 1 (4-5 dtr) | Wiltz 71 | Bissen, 28 maggio 2022      |  |  |  |  |
|                      |                 |          |                             |  |  |  |  |

## Statistiche

### Individuali

#### Classifica marcatori
| Gol |  |  | Giocatore         | Squadra            |
| --- |  |  | ----------------- | ------------------ |
| 23  |  |  | Dominik Stolz     | Swift Hesperange   |
| 22  |  |  | Bertino Cabral    | Differdange 03     |
| 20  |  |  | Jordy Soladio     | Victoria Rosport   |
| 19  |  |  | Nicolas Perez     | UNA Strassen       |
| 18  |  |  | Yann Mabella      | RU Luxembourg      |
| 18  |  |  | Dejvid Sinani     | F91 Dudelange      |
| 16  |  |  | Andreas Buch      | Differdange 03     |
| 15  |  |  | Adel Bettayeb     | F91 Dudelange      |
| 14  |  |  | Mayron De Almeida | Progrès Niedercorn |
| 13  |  |  | Samir Hadji       | F91 Dudelange      |
| 12  |  |  | Artur Abreu       | UT Pétange         |
| 12  |  |  | Ryad Habbas       | Hostert            |
| 12  |  |  | Gustavo           | Etzella Ettelbruck |
| 12  |  |  | Antonio Luisi     | Progrès Niedercorn |